# 九条兼良
九条 兼良（くじょう かねよし）は、平安時代末期から鎌倉時代前期の公卿。藤原兼房（九条兼実の弟）の子で、兼房流九条家の祖。

## 概要
承安5年（1175年）4月7日、伯父松殿基房の猶子として元服し従五位上に叙せられる。治承2年（1178年）に正五位下となる。文治2年（1186年）に侍従兼右近衛少将となり、翌年には正四位下に進んで近江介を兼ねる。
以後、伯父である九条兼実の庇護の下で順調に昇進し、文治4年（1188年）に右近衛中将に昇進し、翌年には従四位上続いて正四位下に叙せられ、建久元年（1190年）に中宮権亮を兼務して同年6月19日に従三位に叙せられる。
建久4年（1193年）に正三位、建久9年（1198年）に従二位に進む。正治元年（1199年）に右近衛中将を辞任して権中納言に任じられ、翌年には中宮大夫を兼務する。
建仁2年（1202年）に正二位権大納言となる。元久2年（1205年）に大納言に転じ、建暦元年（1211年）まで務めた。
承久2年（1220年）に出家して、翌年に55歳で薨去した。